# Grasshorse Studios
Grasshorse Studios is een Amerikaanse animatiestudio uit Winfield, Iowa, dat innovatieve technieken gebruikt om 2D-animatie, 3D-animatie, stop-motionanimatie en 2D en 3D-hybride animatie te ontwikkelen en te produceren. Ze hebben werk geproduceerd voor 20th Century Fox, Walt Disney Television Animation en Cartoon Network. Momenteel werken er circa 13 werknemers bij het bedrijf.

## Geschiedenis
In 2002 begon Grasshorse als eenmanszaak met Jennings die aan shows werkte, waaronder Craig McCracken's The Powerpuff Girls voor Cartoon Network, Warner Bros.' Johnny Test, Genndy Tartakovsky's Star Wars: Clone Wars en Megas XLR. Jennings pionierde met 2D en 3D hybride animatietechnieken op The Powerpuff Girls; hij was een van de eersten die de esthetiek van 2D-animatie vermengde met 3D-animatie in televisie-uitzendingen.
In 2007 werd de studio verplaatst naar Iowa door broer en zus Kathy Buxton en Steve Jennings en uitgebreid met het doel om te concurreren met internationale studio's in kwaliteit en budget. Kort daarna werkte Grasshorse samen met het Southeastern Community College (Iowa) bij het maken van een animatieprogramma voor personages. Na drie jaar in het schrijven en plannen van het leerplan begonnen de eerste lessen in de herfst van 2011. Jennings en Buxton bleven lid van het bestuur van het animatieprogramma van SCC.
Grasshorse webgebaseerde virtuele workshop werd gekenmerkt als "Website of the Month" in het 3D World Magazine in augustus 2006. Grasshorse ontving in 2008 de demonstratiefondsprijs van de staat Iowa.
Grasshorse is doorgegaan met het ontwikkelen van technieken om meerdere stijlen te combineren; bij het mengen van 2D- en 3D-animatie gebruikt Grasshorse vaak orthografische camera's om 3D-perspectief te elimineren, waardoor de animatie platter lijkt. Het effect wordt verder benadrukt door het beperken van de hoeken waarin 3D-modellen kunnen worden weergegeven om een 2D-achtige esthetiek te versterken.

## Werk
- Powerpuff Girls
- Star Wars: Clone Wars
- How to Eat Fried Worms
- Johnny Test
- Megas XLR
- Maze Runner: Scorch Trials, Flare Virus Explained[10]
- Hitman: Agent 47 homage to Mad Men
- The Sacrifice
- Jeep Treasure
- Red Water Watch
- "Roll Up" - Fitz and the Tantrums[11]

## Prijzen
- Dragon Con Independent Film Festival, "The Sacrifice" - Best Animated Short-Short
- Wild Rose Film Festival, "The Sacrifice" - Best Animated Film[12]
- 30+ American Advertising Awards uitgereikt door de American Advertising Federation 2008-2016
- 5 Bronze Telly Awards, 2013